# Dougie Hall
Pour les articles homonymes, voir Hall.
Pas d'image ? Cliquez ici

a Compétitions nationales et continentales officielles uniquement.

b Matchs officiels uniquement.
Dernière mise à jour le 18 janvier 2014.
Douglas William Hugh Hall dit Dougie Hall, né le 24 septembre 1980 à Dingwall, est un joueur de rugby à XV qui joue avec l'équipe d'Écosse depuis 2003, évoluant au poste de talonneur. Il joue avec le club des Glasgow Warriors depuis 2007.

## Biographie
Il obtient sa première sélection internationale le 30 août 2003 contre l'équipe du Pays de Galles. Il joue avec les Glasgow Warriors en coupe d'Europe et en Celtic League. Le 22 août 2011, il est retenu dans la liste des trente joueurs sélectionnés par Andy Robinson pour disputer la coupe du monde.

## Statistiques en équipe nationale
- 42 sélections
- 5 points (1 essai)
- Tournois des Six Nations disputés : 2006, 2007, 2009, 2011, 2013